# Herre, låt mig få vila i Dig
Herre, låt mig få vila i Dig är en svensk psalm med text och musik skriven 1979 av prästen och tonsättaren Per Harling. Texten bygger på Psaltaren 139:5, Matteusevangeliet 11:28 och Efesierbrevet 6:14.

## Publicerad som
- Sjung till vår Gud som nummer 62.[1]
- Verbums psalmbokstillägg 2003 som nummer 759 under rubriken "Att leva av tro: Stillhet - meditation".[1]
- Ung psalm 2006 som nummer 222 under rubriken "Håll om mig – tårar, tröst och vila".[2]